# وليد سرحان
وليد سرحان (مواليد 20 نوفمبر 1954) هو مستشار أول الطب النفسي، مدير عام ومؤسس مركز مستشفى الرشيد للطب النفسي والإدمان، ورئيس تحرير المجلة العربية للطب النفسي، وعضو فخري في الجمعية العالمية للطب النفسي.

## المسيرة المهنية
وليد من مواليد عمان وقد درس في مدارسها ثم أكمل دراسة الطب في جمهورية مصر العربية، حيث حصل على بكالوريوس الطب والجراحة من جامعة عين شمس، القاهرة، مصر عام 1979. ساهم في تطوير الصحة النفسية من خلال كتاباته، كما عمل على زيادة الوعي بأهمية الصحة النفسية في المجتمعات.
محلًيا كان له دور في إنشاء برنامج إقامة الطب النفسي في وزارة الصحة ثم إنشاء مستشفى الرشيد كأول مستشفى للطب النفسي. قدم العديد من البرامج الإذاعية والتلفزيونية في نشر الوعي بالطب النفسي. ألَّف عشرة كتب في التوعية النفسية بعنوان "سلوكيات" وكتاب "الصحة النفسية التعليمي".
- عضوية الكلية الملكية البريطانية للأطباء النفسيين، لندن، بريطانيا 1985.[5]

- شهادة المجلس الطبي الأردني في الطب النفسي 1985.[2]

- الزمالة الفخرية للكلية الملكية البريطانية للأطباء النفسيين، بريطانيا 1996.

- رخصة مدرب على استعمال استبيان الصحة النفسية، منظمة الصحة العالمية 2008.

- عضو عالمي في الجمعية الأمريكية للطب النفسي 2008.[2]

- ماجستير في علم الأدوية النفسية، معهد تعليم العلوم العصبية-الولايات المتحدة الأمريكية 2022.[8]

## مناصب شغلها
- مستشار الطب النفسي، المدير الفني للمركز الوطني للصحة النفسية، الفحيص 1985 -1986.[10]

- زميل الكلية البريطانية للأطباء النفسيين.
- زميل دولي للجمعية الأمريكية للطب النفسي.
- رئيس تحرير المجلة العربية للطب النفسي.
- عضو فخري في الجمعية العالمية للطب النفسي.[8]

- ممثل منطقة الشرق الأوسط في الجمعية العالمية للأطباء النفسيين اعتباراً من سبتمبر 2011.[11]

## التوعية النفسية
- إعداد وتقديم برنامج تلفزيوني أسبوعي (محطة اقرأ) بعنوان كيف نربي أطفالنا.[12]

- إعداد وتقديم برنامج تلفزيوني بعنوان (رلاكس) على محطة بترا.[13][14]

- إعداد وتقديم برنامج الدكتور سرحان، المحطة الصناعية الدولية 2009.[8]

- إطلاق الحملة العربية لمكافحة الوصمة ضد المرض النفسي شباط/فبراير 2022.[15]

## الكتب
| الاسم                      | دار النشر                  | تاريخ النشر | عدد الصفحات | ردمك ISBN                | المصدر        |
| -------------------------- | -------------------------- | ----------- | ----------- | ------------------------ | ------------- |
| القلق                      | دار مجدلاوي للنشر والتوزيع | 2014        | 124         | (ردمك 9957021338)        | [ 16 ]        |
| الاكتئاب                   | دار مجدلاوي للنشر والتوزيع | 2008        | 216         | (ردمك 9957020668)        | [ 17 ]        |
| التوحد                     | دار مجدلاوي للنشر والتوزيع | 2010        | 112         |                          | [ 18 ] [ 19 ] |
| مشاكل الناس                | دار مجدلاوي للنشر والتوزيع | 2005        |             |                          | [ 20 ] [ 21 ] |
| الفصام                     | دار مجدلاوي للنشر والتوزيع | 2009        | 144         | (ردمك 9789957020439)     | [ 22 ]        |
| كتاب سلوكيات 2 الفصام      | دار مجدلاوي للنشر والتوزيع | 2010        |             |                          | [ 23 ]        |
| سلوكيات (4) القلق          | دار مجدلاوي للنشر والتوزيع | 2014        | 124         | (ردمك 978-9957-02-542-7) | [ 24 ]        |
| الطب النفسي القضائي        | دار مجدلاوي للنشر والتوزيع | 2011        |             |                          | [ 25 ]        |
| سلوكيات محاضرات نفسية (6)  | دار مجدلاوي للنشر والتوزيع | 2011        |             |                          | [ 26 ]        |
| سلوكيات التوحد (8)         | دار مجدلاوي للنشر والتوزيع | 2010        |             |                          | [ 27 ]        |
| أحاديث في السلوك الإنساني  | دار مجدلاوي للنشر والتوزيع | 2011        | 15          |                          | [ 28 ]        |
| سلوكيات الوسواس القهري (7) | دار مجدلاوي للنشر والتوزيع | 2008        | 109         | (ردمك 13978)             | [ 29 ]        |
| الطب النفسي القضائي        | دار مجدلاوي للنشر والتوزيع | 2011        | 26          |                          | [ 30 ]        |
| سلوكيات الخرف (10)         | دار مجدلاوي للنشر والتوزيع |             | 80          | (ردمك 9789957026578)     | [ 31 ]        |

## التكريم والجوائز
- جائزة الراسخون في العلوم النفسية من الشبكة العربية للعلوم النفسية-تونس 2014.[8]

- شخصية العام في العلوم النفسية من الشبكة العربية للعلوم النفسية -تونس 2021.[32]

- اختيار الكتاب المترجم المختصر في الطب النفسي كأفضل كتاب للعام 2021 من قبل الشبكة العربية للعلوم النفسية -تونس 2022.[8]

- جائزة افضل طبيب نفسي عربي عن عام 2022.[5]

- وسام الملك عبد الله الثاني للتميز من الدرجة الأولى في عيد الاستقلال 2024.[33][34]